# Куракин, Владимир Васильевич
Владимир Васильевич Куракин (1922—2001) — полковник Советской Армии, участник Великой Отечественной войны, Герой Советского Союза (1945).

## Биография
Владимир Куракин родился 7 июня 1922 года в деревне Тиноводка (ныне не существует, находилась на территории современного Вичугского района Ивановской области). Окончил среднюю школу, учился в аэроклубе. В августе 1940 года Куракин был призван на службу в Рабоче-крестьянскую Красную Армию. Окончил 1-е Чкаловское военное авиационное училище. С ноября 1943 года — на фронтах Великой Отечественной войны.
К маю 1945 года гвардии старший лейтенант Владимир Куракин был заместителем командира эскадрильи 141-го гвардейского штурмового авиаполка 9-й гвардейской штурмовой авиадивизии 1-го гвардейского штурмового авиакорпуса 2-й воздушной армии 1-го Украинского фронта. К тому времени он совершил 92 боевых вылета, принял участие в 22 воздушных боях, сбив 3 вражеских самолёта лично и ещё 4 — в составе группы.
Указом Президиума Верховного Совета СССР от 27 июня 1945 года за «образцовое выполнение заданий командования и проявленные мужество и героизм в боях с немецкими захватчиками» гвардии старший лейтенант Владимир Куракин был удостоен высокого звания Героя Советского Союза с вручением ордена Ленина и медали «Золотая Звезда» за номером 2423.
После окончания войны Куракин продолжил службу в Советской Армии. В 1955 году он окончил Военно-воздушную академию. После окончания служил заместителем командира 130-го бомбардировочного авиационного полка 187-й бомбардировочной авиационной дивизии на аэродроме Берёза до его расформирования в 1960 году. В 1965 году в звании полковника Куракин был уволен в запас. Проживал и работал в Белой Церкви. Умер 9 мая 2001 года.
Был также награждён двумя орденами Красного Знамени, орденами Александра Невского, Отечественной войны 1-й и 2-й степеней, Красной Звезды, рядом медалей, в том числе иностранных.